# Leo De Kesel

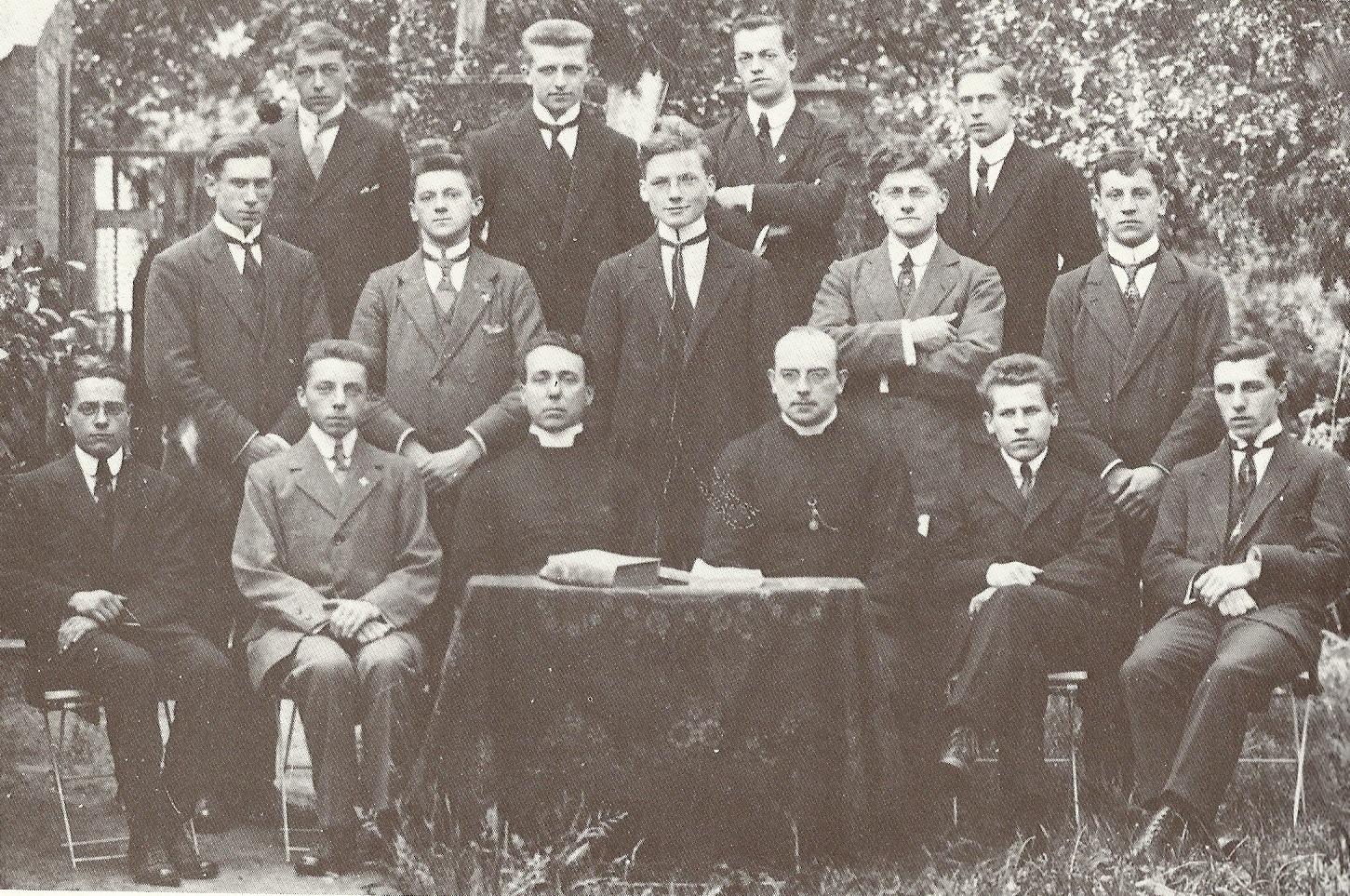
De retorica van het schooljaar 1920-1921. Tweede van links zittend is Leo De Kesel.

Leo Karel De Kesel (Adegem, 1 oktober 1903 – Gent, 3 augustus 2001) was een Belgische rooms-katholiek geestelijke. Hij was hulpbisschop van het bisdom Gent. 

## Levensloop
Leo De Kesel was de zoon van August De Kesel (1874-1955), burgemeester (1921-1938) van Adegem, en Maria Eliva Rutsaert (1875-1934). Hij is geboren op de feestdag van Sint-Bavo: 1 oktober.
Na zijn humaniora aan het Sint-Vincentiuscollege (nu College O.-L.-V.-ten-Doorn) te Eeklo ging hij voor priester studeren en behaalde hij te Leuven het diploma van licentiaat Kerkelijk Recht. 
Nadat hij op 18 april 1927 tot priester werd gewijd te Mechelen werd hij benoemd tot leraar aan het Grootseminarie te Gent waarvan hij president werd van 1948 tot 1964. Op 28 mei 1945 werd hij benoemd tot titulair kanunnik van het Sint-Baafskapittel en was hij van 1934 tot 1950 gouwproost van de KSA Oost-Vlaanderen, van 1961 tot 1974 was hij vicaris-generaal van het bisdom Gent. Ten slotte was hij van 1961 tot 1992 deken en aartsdiaken van het Sint-Baafskapittel.
Hij voerde zeven jaar onderhandelingen om de stoffelijke overschotten van de bisschoppen Hendrik Frans Bracq, Antoon Stillemans, Eugène van Rechem, Emiel Jan Seghers en Honoré Jozef Coppieters over te brengen van de bisschoppengalerij op het kerkhof van Mariakerke naar de crypte van de Sint-Baafskathedraal, wat op 24 maart 1959 (na de restauratie van de crypte) is gebeurd.

## Hulpbisschop
Op 28 december 1960 werd hij door paus Johannes XXIII benoemd tot titulair bisschop van Synaus en tot hulpbisschop van Gent en op 24 februari 1961 werd hij bisschop gewijd door de toenmalige bisschop van Gent, Karel-Justinus Calewaert. 
Hij diende na het overlijden van Karel-Justinus Calewaert ook nog onder Leonce-Albert Van Peteghem en woonde in die tijd het Tweede Vaticaans Concilie bij. 

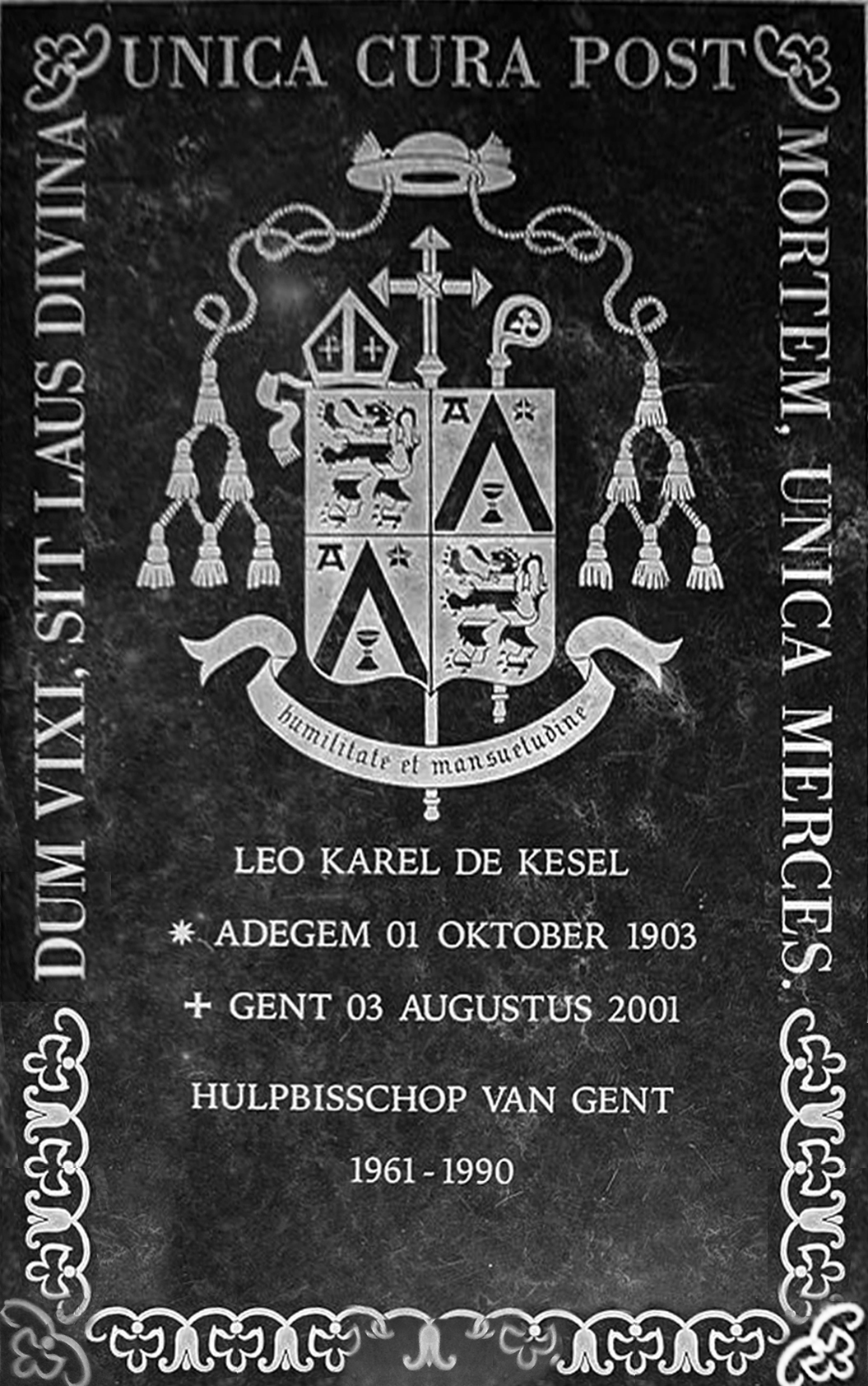
Grafplaat hulpbisschop Leo De Kezel

Op 13 juli 1990 kreeg hij eervol ontslag.
Na zijn overlijden (hij werd bijna 98 jaar) werd hij bijgezet in de crypte van de Sint-Baafskathedraal op de plek die hij zelf had gekozen. 

## Familie
- Jozef De Kesel (Gent, 1947) is de zoon van Leo's broer en burgemeester Albert De Kesel en is kardinaal en aartsbisschop van Mechelen-Brussel.
- Daniël Omer De Kesel (1912-1996) was een neef van de hulpbisschop. Hij was vooral bekend als pater en norbertijn onder de naam Nonkel Fons en als uitgever van kinderboeken van de Abdij van Averbode.